# 316 (Остаться в живых)
«316» — шестая серия пятого сезона и девяносто вторая серия в общем счёте телесериала «Остаться в живых».
Центральный персонаж серии — Джек Шепард. Серию посмотрели 13,161 млн американских зрителей.

## Сюжет
Воспоминания
Джек, Сун, Десмонд и Бен спускаются вместе с Элоизой Хокинг в подвал церкви и попадают на станцию Дхармы под названием «Фонарный столб». Мисс Хокинг объясняет, что с помощью маятника, находящегося внутри, можно узнать расположение Острова. Десмонд не выдерживает, и начинает кричать, что Остров в его жизни остался в прошлом. На что Элоиза говорит, что Остров ещё не закончил свои дела с ним. Десмонд в ярости уходит.
Объяснив, что всем необходимость сесть на Рейс 316, Мисс Хокинг просит Джека задержаться и проводит его в свой кабинет. Она рассказывает ему о том, что Локк покончил с собой и оставил записку для Джека. Она убеждает его, что они должны максимально повторить события рейса 815 и что Джон должен стать заменой погибшему отцу Джека. Мисс Хокинг просит Джека дать какую-нибудь вещь отца Локку, на что Джек отвечает, что это «просто смешно». Он выходит в основное помещение церкви и разговаривает там с Беном о вере. Бен рассказывает ему легенду об апостоле Фоме, который не верил в воскрешение Иисуса и настоял на том, чтобы потрогать его раны. Потом Бен уходит со словами, что обещал что-то своему старому знакомому.
Джеку звонят из дома престарелых — оказывается, его дед решил сбежать уже в четвёртый раз. Джек навещает его и замечает у него в комнате туфли своего отца. Он забирает их к себе домой, говоря, что, скорее всего, не сможет приходить к нему чаще, так как уезжает из города.
Дома Джек слышит странный шум. Зайдя в спальню, он видит на кровати Кейт всю в слезах. Он спрашивает её про Аарона, однако та просит не задавать вопросов, если Джек хочет, чтобы она поехала на Остров с ним. Она целует его, и они занимаются сексом. Наутро Джек варит ей кофе, однако Кейт быстро уходит по своим делам, обещая приехать в аэропорт.
Бен звонит Джеку и просит вместо него забрать тело Локка от его знакомой. Джек соглашается и, когда остаётся с гробом наедине, надевает Локку ботинки своего отца. Позже он привозит его в аэропорт, где, помимо Кейт и Сун, совершенно неожиданно встречает Саида с приставом и Хёрли. Перед самым взлётом в самолёт так же входит Бен, чей вид оставляет желать лучшего: на теле ссадины, рука сломана. Во время полёта Джек читает предсмертную записку Локка, в которой сказано: «Я сожалею, что ты не поверил мне». Вскоре самолёт начинает трясти, а потом салон заливает яркая вспышка света. Во время полёта также выясняется, что командир экипажа этого рейса — Фрэнк Лапидус.
Остров
Очнувшись в джунглях, Джек поднимается на ноги и видит в руке обрывок записки с надписью «Я сожалею…». Услышав крик Хёрли с призывом о помощи, Джек бежит на голос, добегает до водопада и прыгает со скалы в озеро. Он вытаскивает Хёрли из воды к берегу и видит, что рядом на камнях лежит Кейт. Кейт, очнувшись и приоткрыв глаза, спрашивает, действительно ли они вернулись на Остров и как это произошло…
Они спрашивают друг друга, что произошло в самолёте… И тут к берегу подъезжает фургон Дхармы, из которого вылезает Джин, одетый в рабочую одежду Дхармы.

## Создание
Этот эпизод был написан Деймоном Линделофом и Карлтоном Кьюзом в то же время, что и «Жизнь и смерть Джереми Бентама», который первоначально предполагалось выпустить в эфир первым из двух. Однако позже авторы решили, что будет логичнее и «круче» пустить сначала эпизод «316».